# Chiesa di Santa Maria delle Grazie all'Orto del Conte
La chiesa di Santa Maria delle Grazie (all'Orto del Conte) è una chiesa sconsacrata di interesse storico ed artistico di Napoli.
Fondata nel XVI secolo, è situata in via Salaiolo (angolo via Bartolomeo Chiocchiarelli), nel rione Lavinaio (quartiere Pendino), all'interno del centro storico di Napoli.

## Storia e descrizione
Fondata nel 1587 da Giovanni dell'Ottina, e rimaneggiata nel 1738 dall'ingegnere Pietro Lucchesi.
Essa venne fondata dai Complateari nei pressi dell'Orto di Diomende Carafa, Conte di Maddaloni: da qui derivante parte della sua denominazione "all'Orto del Conte".
Divenne sede di due Congregazioni:
- la Congregazione di San Carlo della Visitazione de' Bianchi, fondata nel 1585 dal reverendo Don Giovanni Ferrante de Recupido, canonico della Cattedrale. La Congregazione possiede all'interno della chiesa di Santa Maria delle Grazie un proprio Oratorio, con molte reliquie ed una serie di quadri di pregevole fattura donati da Agnello Pascha;
- la Congregazione dell'Angelo Custode all'Orto del Conte, fondata nel 1614, che prese un locale in un oratorio posto superiormente alla chiesa; nell'oratorio, ad unico altare, era posta una tela di Luigi Petrone con soggetto l'Angelo Custode. Tale Congregazione possedeva anche una Cappella presso il cimitero di Poggioreale.

La chiesa aveva 5 altari:
- sull'altare maggiore un notevole dipinto rappresentante la Madonna delle Grazie del XVI secolo, restaurata alla metà del XIX secolo da Carlo de Falco;
- su quello dell'Epistola un dipinto di San Carlo Borromeo;
- nella cappella successiva una statua lignea, indorata, rappresentante l'Angelo Custode, opera dell'inizio del XVIII secolo;
- su quello del Vangelo prima un notevole dipinto della Vergine del Rosario, andato perduto e sostituito da una statua dipinta di San Vincenzo con un bambinello nudo della prima metà del XVIII secolo, restaurato da Francesco Citarella;
- nella cappella successiva un altare con una tela della Madonna del Carmine del XVIII secolo.

Sui pilastri della navata principale due tele di autori contemporanei del XVIII secolo, ambedue rappresentanti la Madonna delle Grazie; due Angeli di legno ed una statua riccamente vestita di Maria Concezione, opere del XVII secolo, sono degne di nota.
La chiesa fu distrutta durante il bombardamento statunitense del 1º agosto 1943, tuttavia, il fabbricato presenta ancora quasi del tutto intatta la sua pianta centrale con cappelle, che custodivano ancora le proprie opere pittoriche.
La struttura è attualmente usata come negozio.

## Sepolture
La chiesa di Santa Maria delle Grazie possedeva le seguenti (elenco non esaustivo) sepolture:
- Nicola Mazzola (Durazzano 16 febbraio 1742 – Napoli 18 gennaio 1800), notaio, fu, dal 1794, giacobino e attivio patriota e finanziatore della Repubblica Napoletana, piantando l'albero della libertà a Durazzano, fu direttore/editore del giornale repubblicano Spettatore napolitano. Arrestato nel giugno 1799, condannato a morte dalla Giunta di Stato del Regno di Napoli, fu impiccato a piazza del Mercato il 18 gennaio 1800.
Il suo corpo fu tumulato nella chiesa di Santa Maria delle Grazie.

## La fontanaCaracciolo
Alla destra dell'ingresso principale della chiesa, nel 1670, fu costruita una fontana pubblica dal Comune, per interessamento di donna Luisa Caracciolo del Sole (10 luglio 1609 - 6 febbraio 1687), coniugata il 25 aprile 1622 con don Andrea de Franchis 2º Marchese di Taviano, marchese di Melissano, signore di Supplesano e Roca, cavaliere dell'Ordine della Milizia di Alcántara.
Nel 1675 fu posta una targa di ringraziamento, ancora visibile insieme ad un piccolo stemma di Napoli in marmo ed i resti in piperno della scomparsa fontana:
| D.O.M.B.M.V. MAGNVM AQVARUM MVNVS, SITIBVNDIS CONCESSṼ CONVICINIS, A CIVITATIS DECVRIONIBVS, IN ANNO M.D.C.LXX D ALOYSIA CARACCIOLA, MARCHIONISSA TAVIANI, PROCVRANTE SITIENTES BENEFICY MEMORES, PARVAM HOC IN MARMORE, MEMORIAM POSVERVNT, ANNO M.D.C.LXXV POSTERITATI CORDE COMMENDANTES |